# La Septième Cible
Pour plus de détails, voir Fiche technique et Distribution.
La Septième Cible est un film français réalisé par Claude Pinoteau, sorti en 1984.

## Résumé
Bastien Grimaldi (Lino Ventura) est un ancien grand reporter devenu écrivain. Un soir, il est victime d'une agression par un groupe d'hommes, qui semble totalement gratuite. Contrairement à l'avis de ses amis, il refuse de porter plainte. En fait, il veut surtout éviter de dire qu'il revenait d'un rendez-vous avec sa maîtresse Catherine (Béatrice Agenin), une employée de la maison d'édition, dont il attend le divorce pour l'épouser. Mais le lendemain, et les jours suivants, Bastien va subir d'autres agressions et recevoir d'incompréhensibles menaces téléphoniques. Lorsqu'un soir, sa voiture explose devant ses yeux, il se résout à déposer plainte. Mais les policiers, peu convaincus par le côté invraisemblable des faits, le prennent pour un affabulateur. Deux inspecteurs vont ensuite mener l'enquête, mais ceux-ci s'activent bien plus à confirmer les préjugés de leurs chefs envers Bastien qu'à véritablement chercher à éclaircir ce qui lui arrive. Bastien mène donc l'enquête de son côté.
Un soir, son vieil ami Jean Michelis (Jean Poiret), un ventriloque professionnel, lui amène un article de journal qui relate des faits similaires : un compositeur autrichien, lors d'un long séjour en Écosse, a été la cible de trois attentats sans revendication. L'article est accompagné d'une photo où, parmi un groupe de joueurs de golf, Bastien reconnaît un visage : un voyageur qu'il avait remarqué à deux reprises à l'aéroport de Roissy lors de son enquête personnelle. Faisant jouer ses anciens collègues dans la presse internationale, il parvient à établir qu'il s'agit d'un certain Hagner, qui serait un antiquaire suisse établi à Paris. Bastien se rend à la boutique de l'antiquaire, mais le William Hagner ne ressemble en rien à l'homme de la photo. De plus, l’antiquaire affirme froidement ne rien comprendre aux propos de Bastien. 
Le même soir, il reçoit un nouvel appel téléphonique menaçant, qui lui explique enfin la raison des attentats : il doit payer une rançon énorme, produite par la vente des tableaux de maîtres que la mère de Bastien détiendrait, mais dont il ignore jusqu'à l'existence. Mais ce qui change ce soir-là est que les policiers croient enfin la version des faits de Bastien. L'homme de la photo est Sylvain Hagner, un escroc d'envergure internationale. L'antiquaire William Hagner est son frère, mais son casier judiciaire est totalement vierge, et il prétend avoir rompu tout contact avec Sylvain depuis des années. On apprend aussi que le compositeur autrichien a retiré sa plainte sans explication. Les policiers déclarent alors qu'il existe d'autres cas similaires : ainsi, Bastien serait la septième cible.
Le jour du premier versement de la rançon arrive. La police passe à l'action. L'un des collecteurs de la rançon est tué au cours de la fusillade, mais l'autre, auquel Bastien avait déjà été confronté, est arrêté. Ses aveux permettent l'arrestation de nombreux complices, mais aucun d'entre eux ne semble avoir entendu parler de Hagner. Les enquêteurs en déduisent qu'il ne s'agit que d'hommes de main subalternes, et que leur chef devait être l'homme tué au cours de la fusillade. Le soir même, Jean Michelis est grièvement blessé par une voiture. Bastien comprend immédiatement que la bande de Hagner est encore active et veut le lui faire savoir.
Rendant visite à sa mère (Lina Volonghi), Bastien découvre plusieurs pièces du puzzle qui lui manquaient. Sa mère possède effectivement quatre tableaux de maître, qu'elle a hérités d'un amant, mais qu'elle a camouflés par un habile subterfuge. Ensuite, il apprend que Laura (Élizabeth Bourgine), sa fille adoptive devenue violoniste professionnelle et souvent en déplacement, a par hasard été mise au courant de la présence de ces tableaux. Et enfin, sa mère lui annonce que Laura lui a rendu visite deux jours plus tôt et qu'elle lui a apporté un cadeau : une boîte à musique surmontée d'une figurine de violoniste. Or, Bastien se rappelle parfaitement avoir vu cet objet dans la boutique de William Hagner. Il en déduit que sa propre fille adoptive est la clef de toute l'affaire. 
Bastien s'envole immédiatement pour Berlin-Ouest, où sa fille doit remplacer un soliste dans un orchestre philharmonique. Il retrouve rapidement sa fille qui lui avoue qu'elle est la maîtresse de Hagner, qu'elle est follement amoureuse de lui et qu'elle ignore tout de ses activités réelles. Le soir, à l'issue du concert, les deux hommes se rencontrent. Hagner prend la fuite en voiture, poursuivi par Bastien. La course se conclut à la porte de Berlin-Est, avec la mort de l'escroc.

## Fiche technique
- Titre : La Septième Cible
- Réalisation : Claude Pinoteau, assisté de Marc Rivière et Michel Debats
- Scénario : Jean-Loup Dabadie et Claude Pinoteau
- Dialogues : Jean-Loup Dabadie
- Musique : Vladimir Cosma
- Photographie : Edmond Séchan
- Montage : Chistine Pansu et Marie-Josèphe Yoyotte
- Décors : Pierre-Louis Thévenet
- Producteurs : Marcel Dassault et Alain Poiré pour Gaumont International
- Cascadeur : Rémy Julienne
- Coordinateur des combats et des cascades : Claude Carliez et son équipe
- Pays d'origine :  France
- Langue : français
- Format : couleur
- Genre : drame, romance, thriller
- Durée : 104 minutes
- Dates de sortie : 
  -  France 19 décembre 1984
- Affiche : Jean Mascii (France)

## Distribution
- Lino Ventura : Bastien Grimaldi
- Lea Massari : Nelly Renoir
- Jean Poiret : Jean Michelis
- Elizabeth Bourgine : Laura
- Béatrice Agenin : Catherine
- Robert Hoffmann : Hagner (l'amant de Laura)
- Jean-Pierre Bacri : inspecteur Daniel Esperanza
- Roger Planchon : commissaire Paillard
- Francis Lemaire : le conducteur de la Fiat Uno
- Jean-François Rémi : William Hagner (le frère antiquaire)
- Michael Morris : Claiborne
- Erick Desmarestz : inspecteur Buvard
- Mario Pilar : l'employé de Roissy
- Jean-Jacques Moreau : Bolek, le chauffeur du Dodge
- Karol Beffa : le petit Pierre (sous le nom de Karol Zuber)
- Lina Volonghi : la mère de Bastien
- Annick Alane : Gabrielle
- Sylvie Orcier : Mme Bolek
- Vania Vilers : le mari de Catherine
- Robert Laffont : lui-même
- Madeleine Barbulée : l'antiquaire aux puces
- Janine Souchon : la marchande de chaussures
- Nicolas Silberg : le policier aux diapositives
- Annick Allières
- Micheline Bourday : la maîtresse de l'antiquaire Hagner
- Guy Dirigo
- Eric Doye
- André Haber
- Nicholas Hawtrey
- Wolfgang Keller
- Stanley Meadow
- Jurgens Osterloh
- Serge Vilcroix
- Roland Waden

## Sortie et accueil
Sorti durant les fêtes de fin d'année 1984, La Septième cible affronte la concurrence des blockbusters américains tels que SOS Fantômes et Gremlins mais aussi de Paroles et Musique côté français et ne rencontre qu'un succès public relativement modéré durant toute son exploitation avec 1 249 022 entrées.
| Semaine | Semaine | Rang                                    | Entrées | Cumul     | no 1 du box-office hebdo. |
| ------- | ------- | --------------------------------------- | ------- | --------- | ------------------------- |
| 1       | 5       | du 19 décembre au 25 décembre 1984      | 308 233 | 308 760   | SOS Fantômes              |
| 2       | 5       | du 26 décembre 1984 au 1er janvier 1985 | 358 437 | 667 197   | Robin des bois            |
| 3       | 5       | du 2 janvier au 8 janvier 1985          | 155 114 | 822 311   | Cotton Club               |
| 4       | 8       | du 9 janvier au 15 janvier 1985         | 106 583 | 928 894   | Cotton Club               |
| 5       | 10      | du 16 janvier au 22 janvier 1985        | 92 907  | 1 021 801 | La Corde raide            |
| 6       | 14      | du 23 janvier au 29 janvier 1985        | 63 306  | 1 085 107 | Cotton Club               |
| 7       | 18      | du 30 janvier au 5 février 1985         | 42 612  | 1 127 719 | Ça n'arrive qu'à moi      |

## À noter
- Gaumont souhaitait rassembler à nouveau les protagonistes du succès de La Boum : Pinoteau et Sophie Marceau. Après avoir donné son accord dans un premier temps, puis finalement soucieuse de sortir de cette image, cette dernière préféra se lancer dans l'aventure de L'Amour braque d'Andrzej Żuławski (qu'elle devait épouser par la suite), libre adaptation de L'Idiot de Dostoïevski. Le rôle échut à Élizabeth Bourgine et fut mis légèrement en retrait dans la version finale du scénario.
- Le concerto pour violon, composé par Vladimir Cosma pour la fin du film (Concerto de Berlin), est interprété par Ivry Gitlis et l'orchestre philharmonique de Berlin sous la direction du compositeur.
- Il s'agit du dernier grand rôle de Lino Ventura.
- Crédité en seconde position au générique, Robert Hoffmann totalise pourtant moins de 10 minutes de présence à l'écran et ne prononce aucune réplique.
- Note humoristique : À 1 h 13, le policier diffusant les diapositives est joué par Nicolas Silberg, qui interprète, dans un autre film au début de l'année 1984, le rôle de Mesrine.